# Santa Rosalía
Santa Rosalía – meksykańska miejscowość położona na Półwyspie Kalifornijskim w stanie Kalifornia Dolna Południowa. Miasto położone jest mniej więcej w połowie półwyspu, na północy stanu, na wybrzeżu Zatoki Kalifornijskiej. Jest siedzibą władz gminy Mulegé.
Santa Rosalía jest miastem portowym ze stałym połączeniem promowym z Guaymas w stanie Sonora.

## Historia
Rozwój miasta zapoczątkowany został przez otwarcie kopalni miedzi. W 1885 roku prezydent Porfirio Díaz dał  francuskiej firmie El Boleo kocesję na eksploatację złóż miedzi przez okres 99 lat. W zamian firma miała wybudować miasto, port i połączenie promowe z kontynentalną częścią kraju. Do teraz można zauważyć francuski wpływ na unikalną architekturę miejscowości, przez co jest ona porównywana do Nowego Orleanu. W 1897 roku powstał kościół Santa Barbara zaprojektowany przez Gustava Eiffel'a. W kopalni robotnicy byli zmuszani do niewolniczej pracy i często wybuchały bunty i krwawo tłumione strajki. Tylko w latach 1901 – 1903 zginęło 1400 robotników. W czasie I wojny światowej wzrost popytu na miedź sprawił, że otwarto drugą kopalnię w odległości 25 km do której poprowadzono linię kolejową. Firma została zamknięta 1954 roku powodując w mieście olbrzymie bezrobocie. Obecnie miasto żyje głównie z turystyki.